# Leslie Tarlton

Leslie Tarlton, um 1905

Leslie Jefferis Tarlton (geboren am 29. Juli 1877 in Somerton, Glenelg, South Australia, Australien; gestorben am 27. Oktober 1951 in Nairobi, Kenia) war ein australischer Großwildjäger und Unternehmer in Britisch-Ostafrika. Er war Führer zahlreicher Safaris, darunter die Smithsonian-Roosevelt African Expedition von 1909 bis 1910.

## Jugend und Zweiter Burenkrieg
Leslie Tarlton wurde als Sohn des Bankiers und Politikers Robert Tarlton in Südaustralien geboren. Er besuchte zunächst das Prince Alfred's College in Adelaide. 1889 zog die Familie in der Hoffnung nach Tasmanien, das Klima würde die Tuberkulose des ältesten Sohns Tatham lindern. Leslie besuchte zu dieser Zeit die Launceston High School in Tasmanien. Da sich der Gesundheitszustand des Bruders weiter verschlechterte zog er in das Hochland von Transvaal in der Südafrikanischen Republik. 1894, auch angeregt durch die Nachricht von Goldfunden im Transvaal, zog Robert Tarlton mit seiner großen Familie nach. Tatham starb noch im selben Jahr, doch die Tarltons blieben in Südafrika. Die drei ältesten der überlebenden Söhne, darunter Leslie, verpflichteten sich für das erste Kontingent der South Australian Mounted Rifles und kämpften im Zweiten Burenkrieg.

## Großwildjäger und Unternehmer in Ostafrika
Nach dem Krieg zogen zahlreiche britische Veteranen, unter ihnen Leslie, sein Bruder Henry und ein Freund aus Adelaide, Victor Newland, als Glücksritter durch Britisch-Ostafrika und Deutsch-Ostafrika. Einige kauften sich Land oder erhielten einen der Plätze in Soldatensiedlungen in Britisch-Ostafrika, andere verdingten sich als Führer wohlhabender Touristen aus Europa und den Vereinigten Staaten. Die Tarlton-Brüder und Newland kamen 1903 in Nairobi an, das wenige Jahre zuvor als Eisenbahnlager und Versorgungsdepot gegründet worden war. Die Stadt war zu dieser Zeit nur eine Ansammlung von Blechschuppen.
1904 konnten die Tarltons und Newland ein Startkapital von 200 Pfund aufbringen, mit dem sie Newland, Tarlton & Co. gründeten. Das Unternehmen war der erste professionelle Safari-Ausrüster und hatte mit der Organisation von Safaris für europäische und amerikanische Jagdtouristen rasch großen Erfolg. Leslie Tarlton war bei „N & T“ für die Organisation zuständig und überließ die Finanzen Victor Newland. Expeditionen bedeutender Kunden, wie die von Carl und Delia Akeley im Jahr 1906, begleitete Tarlton persönlich. Er war ein ausgezeichneter Jäger auf Kaffernbüffel, Elefanten und Nashörner, doch sein hohes Ansehen gründete auf seine Fähigkeiten bei der Löwenjagd. Dabei war die Jagd auf Löwen besonders gefährlich. Zweimal wurde Tarlton von einem angreifenden Löwen verletzt und mehrere seiner Jäger kamen bei ihrer Arbeit ums Leben.

### Roosevelt-Smithsonian African Expedition

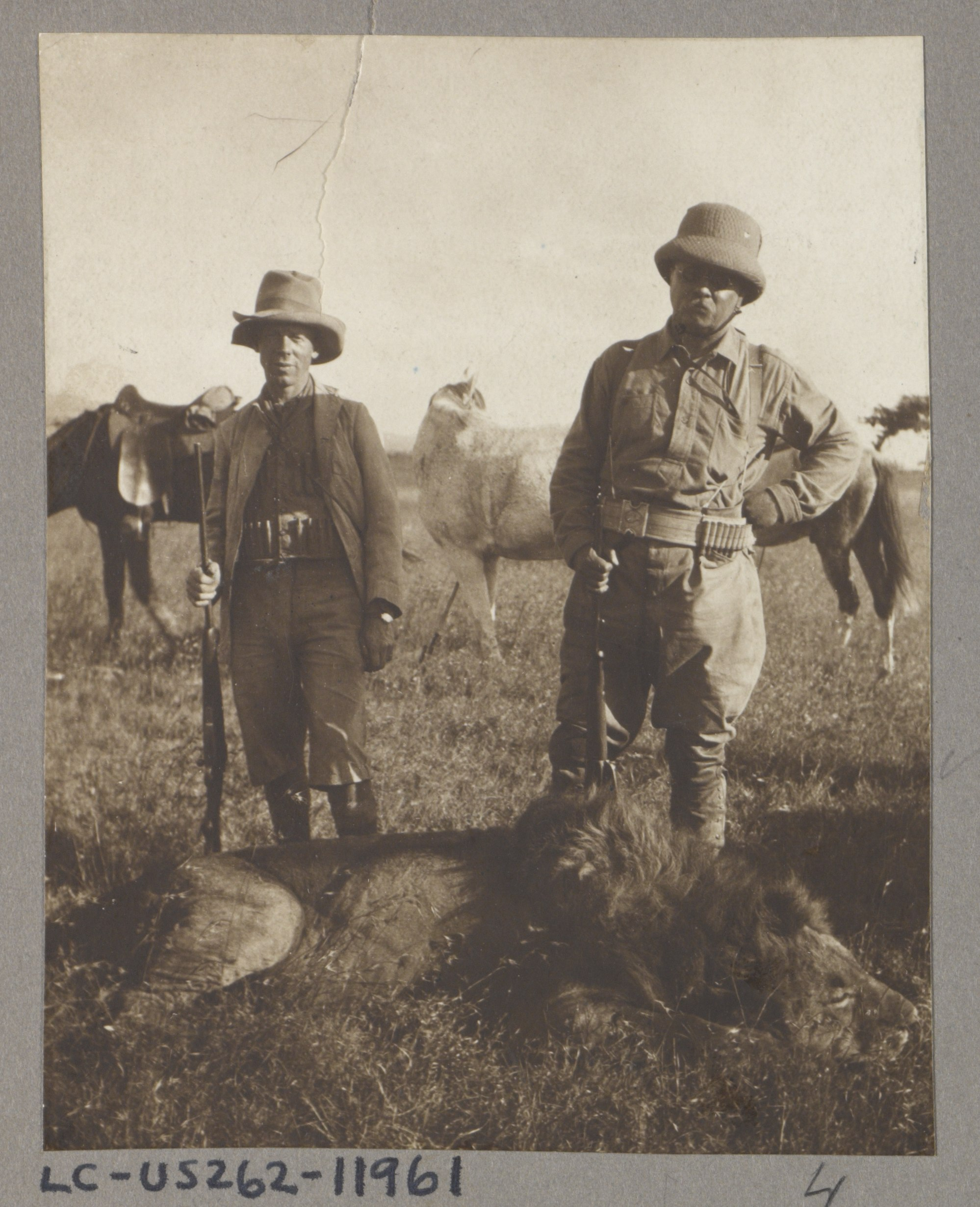
Leslie Tarlton mit Theodore Roosevelt, 1909

Tarltons bedeutendste Expedition war die Smithsonian-Roosevelt African Expedition vom April 1909 bis März 1910, bei der er als Jäger und Führer diente. Theodore Roosevelt war Leiter der Expedition und wollte die Organisation selbst übernehmen. Erst nach Drängen von Frederick Selous gab er nach und übertrug die Organisation vor Ort Newland, Tarlton & Co. in Nairobi. Führer der Expedition wurde Richard John Cuninghame, der Roosevelt als der beste Elefantenjäger in Afrika empfohlen wurde. Roosevelt folgte dem Rat Cuninghames und verpflichtete für die Zeit in Ostafrika einen zweiten weißen Jäger, Tarlton, als dessen „Adjutanten“, da niemand eine einjährige Expedition mit 250 Männern alleine leiten könne. Tarlton begab sich gelegentlich mit Kermit Roosevelt auf kurze Jagdausflüge abseits der großen Gruppe. Kermit Roosevelt gab später an, dass Cuninghames Leistungen als Schütze denen seines Vaters entsprochen haben. Doch beide seien von Tarlton übertroffen worden. Die enorme Anzahl geschossener Tiere bedingte, dass der auch als Taxidermist beschäftigte Edmund Heller häufig von Cuninghame unterstützt werden musste. Gelegentlich musste auch Tarlton für diese Arbeit herangezogen werden.
Die Route führte von Mombasa in Britisch-Ostafrika nach Belgisch-Kongo, weiter zum Nil und den Fluss entlang nach Khartum. Während der Reise wurden mehr als 11.000 Tiere geschossen oder gefangen, darunter fast 5000 Säugetiere und fast 4000 Vögel. Theodore Roosevelt und sein Sohn Kermit schossen alleine 512 Stück Großwild. Für die Auswahl und Führung der fast 200 Träger sowie der Askari und der Bediensteten für Waffen, Pferde und Zelte war während der ganzen Expedition Cuninghame verantwortlich, dabei wurde er von Tarlton unterstützt. Wenige Monate nach der Expedition, im Juli 1910, reiste Tarlton in die Vereinigten Staaten. Er besuchte Roosevelts Ranch und ließ sich die ersten amerikanischen Nationalparks zeigen.
1925 führte Tarlton den US-amerikanischen Bogenjäger Saxton Pope auf der Löwenjagd. Pope schoss mit dem Bogen sieben Löwen. Tarlton verbot ihm jedoch die Bogenjagd auf Büffel, Elefanten und Nashörner, weil er besorgt war, Pope könne ein Tier nur verwunden und einen Angriff provozieren. In den 1930er Jahren führte Leslie Tarlton Safaris für den Prince of Wales (später König Eduard VIII.) und für den Duke of York (später Georg VI.) durch.
Die Tarltons nahmen rege am Leben der weißen Oberschicht in Britisch-Ostafrika teil. Leslie Tarltons Bruder Henry galt als einer der besten Jockeys der Kolonie.